# Kallmerode
Kallmerode ist ein Stadtteil von Leinefelde-Worbis im thüringischen Landkreis Eichsfeld.

## Geografie

### Geografische Lage
Kallmerode liegt etwa zwölf Kilometer (Luftlinie) östlich der Kreisstadt Heiligenstadt und jeweils vier Kilometer von den Nachbarstädten Leinefelde und Dingelstädt entfernt. Die Ortslage von Kallmerode befindet sich in einem kleinen, nach Norden orientierten Taleinschnitt des Dün. Etwa 1,5 Kilometer nördlich der Ortslage befindet sich ein schlossartiger barocker Gebäudekomplex an der B 247, es handelt sich um das Gut Beinrode, ein ehemaliges Klostergut, jetzt Landschulheim und Pilgerherberge.

### Berge und Erhebungen
Rings um den Ort Kallmerode befinden sich markante Berge und Anhöhen:
Höchste Erhebung ist der Winterberg (510,7 m ü. NN) an der westlichen Gemarkungsgrenze. Nennenswert sind ferner: Kreisberg (486,5 m ü. NN), Kirchberg (447 m ü. NN), Köpfchen (402,1 m ü. NN),
Steinberg (398,9 m ü. NN) und Hinterrück (388 m ü. NN).

### Gewässer
Am Ortsrand befindet sich der Dachsborn und weitere Quellen der Ohne, die einen Zufluss der Wipper darstellt.

### Nachbarorte
Nachbarorte sind Leinefelde, Birkungen und Beuren als Stadtteile der Stadt Leinefelde-Worbis, die Stadt Dingelstädt sowie die Dörfer Kleinbartloff, Silberhausen und Kreuzebra.

## Geschichte
Kallmerode wurde 1206 das erste Mal als Carmenroth in einer Urkunde für das Kloster Reifenstein erwähnt. Im Jahr 2006 wurde daher das 800-jährige Bestehen mit einer Festwoche ab Pfingsten gefeiert. Dass die Siedlung noch um einiges älter ist, zeigt die Endung „-rode“, die der zweiten fränkischen Siedlungsperiode zwischen 800 und 1000 zuzuordnen ist. 1294 verkauften die Grafen von Gleichenstein das Eichsfeld und damit auch das Dorf Kallmerode an den Erzbischof von Mainz. In dieser besaß das Dorf 39 Hofstellen mit 34 Hufen und 18 Acker Land. Um 1500 lag der Ort wüst, wurde aber ab 1539 vom Kloster Reifenstein als Lehnsherr wieder besiedelt, da der Verlust der Lehnsrechte drohte. Im Dreißigjährigen Krieg blieb der Ort anfangs weitgehend verschont, wurde jedoch im Jahr 1632 von schwedischen Truppen fast vollständig eingeäschert. Bis zum Friedensschluss 1648 erfolgten etliche weitere Plünderungen und Brandschatzungen durch schwedische, hessische, weimarsche und kaiserliche Truppen. Landesherr war bis zur Säkularisation Kurmainz.
Nach der verlorenen Schlacht bei Roßbach lagerten im November 1757 die geschlagenen und demoralisierten französischen Truppen im Raum Worbis und schikanierten die Bevölkerung. Die gleichzeitig eingeschleppten Infektionskrankheiten führten in allen Orten um Worbis und Dingelstädt zum Ausbruch von Seuchen.

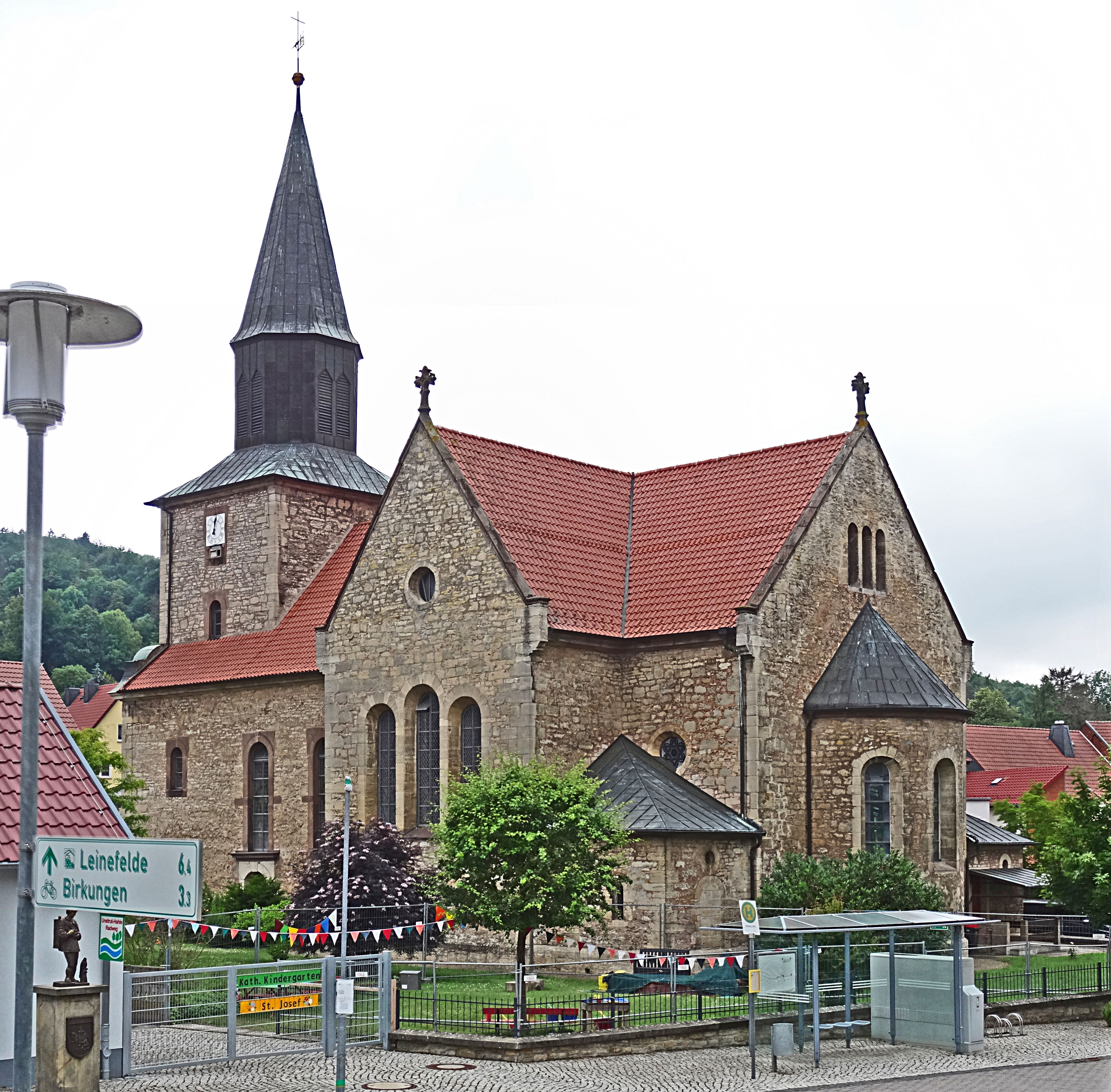
Kirche St. Martin am Unstrut-Hahle-Radweg

Mit dem Kauf des Gut Beinrode entstand nördlich des Ortes ein landwirtschaftliches Mustergut und schlossartiger Gebäudekomplex. Diese Anlage war in Kirchenbesitz und diente im 20. Jahrhundert auch als Landschulheim.
Durch den Reichsdeputationshauptschluss von 1802 wurde der Ort preußisch und kam nach der verlorenen Doppelschlacht bei Jena und Auerstedt 1807 zum Königreich Westphalen. Ab 1815 war er wieder Teil der preußischen Provinz Sachsen, Regierungsbezirk Erfurt, Landkreis Worbis.
Das Dorf Kallmerode zählte um 1840 laut einer statistischen Untersuchung 501 katholische, für sie stand seit 1756 auch eine Kirche zur Verfügung, und 4 evangelische Einwohner. Es wurden 80 Wohnhäuser, 72 Stallungen und Scheunen, zwei Krüge und eine Schule erwähnt. Ein Lehrer unterrichtete die schulpflichtigen 35 Knaben und 45 Mädchen.
Im Ort wurden zwei Leinwebstühle und 35 andere Webstühle aufgenommen. Als sonstige Gewerbe- und Handwerksbetriebe nennt die Übersicht zwei Schuhmacher, einen Schneider, einen Zimmermann, einen Barbier, einen Kastrierer (Schweinschneider) und zwei Hausschlachter. Viele Tagelöhner beschäftigten sich mit Gelegenheitsarbeiten – so auch dem Fallenstellen und Singvogelhandel.
Die Dorfflur umfasste 1542 Morgen Fläche, die landwirtschaftliche Nutzfläche umfasste davon 753 Morgen Ackerland, 18 Morgen Gartenland, 15 Morgen Wiese. Ferner wurden 130 Morgen Gemeindewald und 629 Morgen Brachland genannt. Der Ertrag der Wiesen und des Obstanbaus wurde als schlecht eingeschätzt. Der gesamte Viehbestand umfasste 13 Pferde, 83 Rinder, 133 Schafe, 50 Ziegen und 71 Schweine. Bedeutend für den Ort war auch die Imkerei.
Während des Zweiten Weltkrieges kam es zur Deportation einer Sintezza mit ihrer Familie nach Auschwitz. Ab 1940 waren drei polnische Zwangsarbeiter im Einsatz. In Beinrode arbeiteten auch polnische Zwangsarbeiter.
Für die Baustoffgewinnung der Städte Leinefelde und Worbis wurden am Ortsrand mehrere Steinbrüche und Kiesgruben angelegt, die dort befindlichen Brachen wurden später als ungeordnete oder wilde Mülldeponie aufgefüllt. Seit 1949 gehörte der Ort zur DDR. Der größte Teil der Einwohner fand in den Nachbarorten Dingelstädt und Leinefelde Arbeit, insbesondere in den Leinefelder Spinnereien. Die landwirtschaftliche Produktion wurde nach der Zwangskollektivierung durch eine Genossenschaft fortgeführt, allerdings verfügte der Ort selbst nur über eine relativ geringe Anbaufläche. Seit 1990 gehört der Ort zum wieder gegründeten Bundesland Thüringen.
Die zuvor selbständige Gemeinde Kallmerode wurde am 1. Januar 2019 nach Leinefelde-Worbis eingegliedert. Sie gehörte zur Verwaltungsgemeinschaft Dingelstädt.

## Einwohnerentwicklung
Entwicklung der Einwohnerzahl (31. Dezember):
| - 1994: 559 - 1995: 575 - 1996: 578 - 1997: 592 - 1998: 592 - 1999: 603 - 2000: 620 | - 2001: 602 - 2002: 595 - 2003: 609 - 2004: 620 - 2005: 607 - 2006: 606 - 2007: 604 | - 2008: 622 - 2009: 612 - 2010: 621 - 2011: 610 - 2012: 600 - 2013: 605 - 2014: 612 | - 2015: 606 - 2016: 614 - 2017: 601 - 2018: 599 |

 Datenquelle: Thüringer Landesamt für Statistik

## Wappen
Das Wappen wurde am 30. September 1993 durch das Innenministerium genehmigt.
Blasonierung: „In Silber, bestreut mit aufrechten grünen Eichenblättern, auf schwarzem Pferd mit goldenem Zaumzeug ein nimbierter barhäuptiger St. Martin mit goldenem römischen Brustpanzer und Beinschienen, roten Lederbesätzen und grünen Wamsärmeln, mit dem silbernen Schwert in der Rechten seinen roten Mantel teilend; an der Hinterhand des Pferdes ein kniefälliger, seine Arme erhebender, silberbärtiger, mit einer grünen Hose bekleideter Bettler.“
Das Wappen wurde vom Göttinger Hans Otto Arnold gestaltet.

## Kultur und Sehenswürdigkeiten

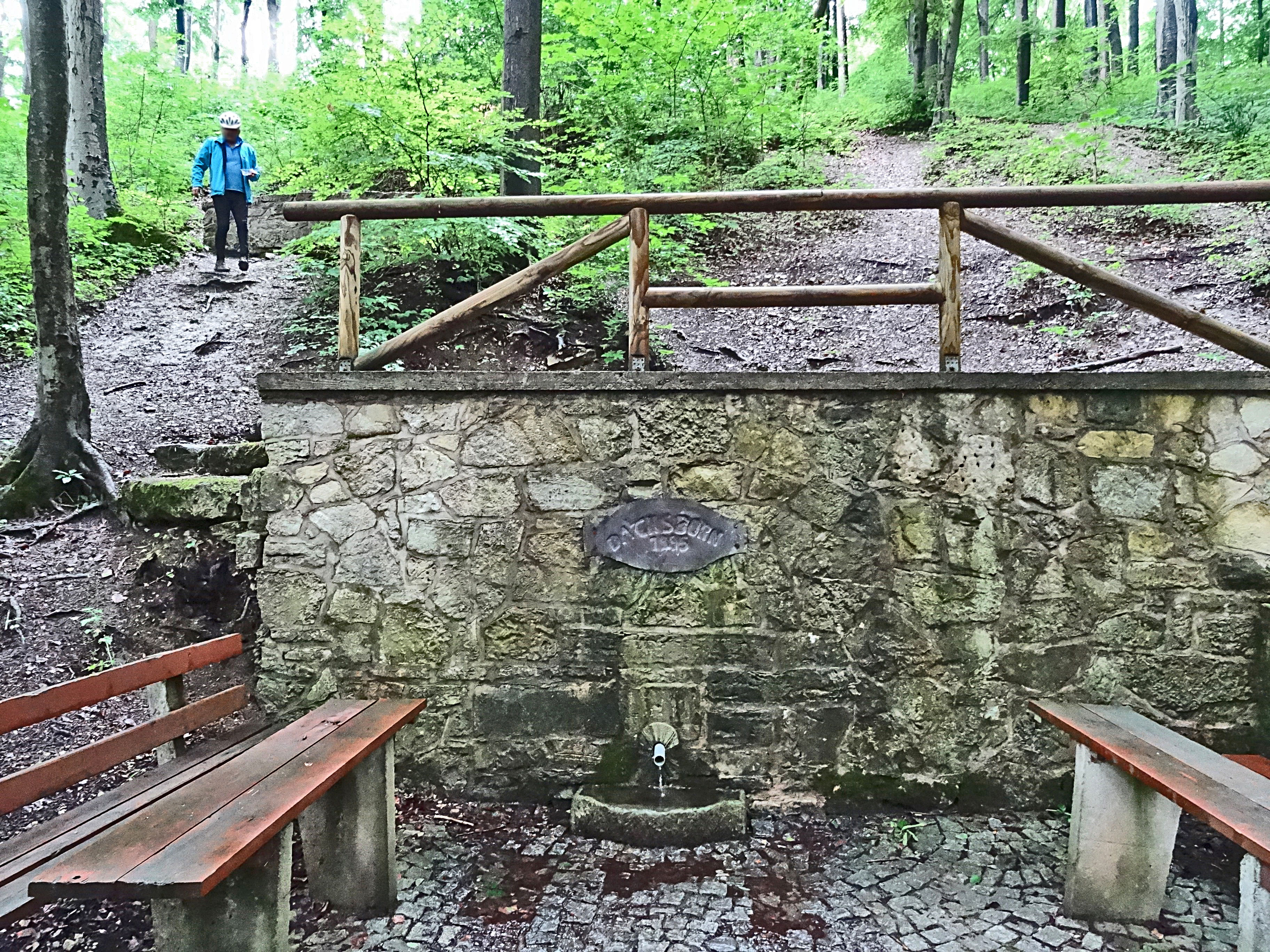
Der Dachsborn

### Regelmäßige Veranstaltungen
- Seit 1995 findet der Eichsfelder Bauernmarkt mit bis zu 30.000 Gästen aus ganz Thüringen statt.
- Die Kallmeroder Kirmes wird jährlich gefeiert. Die Große Kirmes – auch etwas spöttisch: die Kallmeröder Gänsekirmes genannt – findet am Martinstag (11. November) und die Kleine Kirmes (auch Männerkirmes genannt) findet am 20. August (Bernardus) statt.
- Weitere jährliche Veranstaltungen sind Fasching
- Zum Kultur- und Vereinsleben tragen der Sportverein DJK Elfrieda Kallmerode, die Kirmesburschen Kallmerode, der Martinschor und die Blaskapelle bei.

### St. Martin und Kreuzweg
Die Hauptsehenswürdigkeit in der Ortslage ist die am 29. Juni 1756 durch den Erfurter Weihbischof Lasser dem Heiligen Martin geweihte Kirche. Sie ersetzte einen Vorgängerbau aus der Zeit des Dreißigjährigen Krieges, der aufgrund der Bevölkerungszunahme nicht mehr ausreichte. Mit dem Bau wurde 1753 durch Abt Simon Hentrich vom Kloster Reifenstein begonnen. Zeitgleich wurde auch ein neuer Friedhof auf dem Gelände um die Kirche angelegt. Sie wurde 1880 restauriert und um Querschiff und Apsis erweitert. Hinzu kamen ein Nordportal und der Turm. Eine weitere Besonderheit zeigt das vom ehemaligen Pfarrer Alfons Arand entworfene Bogenfeld über dem Haupteingang: Dort erkennt man den Heiligen Martin als Nothelfer, er ist symbolisch umgeben von acht Menschen aus aller Welt (je ein Chinese, Araber, Schwarzafrikaner, Europäer, auch eine Indianerin mit Kind im Arm). Es ist ein farbenfrohes, an ein Mosaik erinnerndes Bildwerk. An der 1859 errichteten Grotte mit einer Marienstatue nimmt ein Kreuzweg mit 14 Stationen seinen Anfang. 1931 wurde durch Pfarrer Drissel eine Gedenktafel für die Gefallenen des Ersten Weltkriegs an der Grotte angebracht, die später um die Gefallenen und Vermissten des Zweiten Weltkriegs ergänzt wurde. Der Kreuzweg führt in westlicher Richtung aus dem Dorf am Waldrand entlang zur Peter-und-Pauls-Kapelle. Auch an anderen Plätzen in der Flur befinden sich Betkreuze und religiöse Flurdenkmale.

### Johannitergut Beinrode

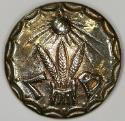
Reifensteiner Schulnadel für Beinroder Absolventinnen

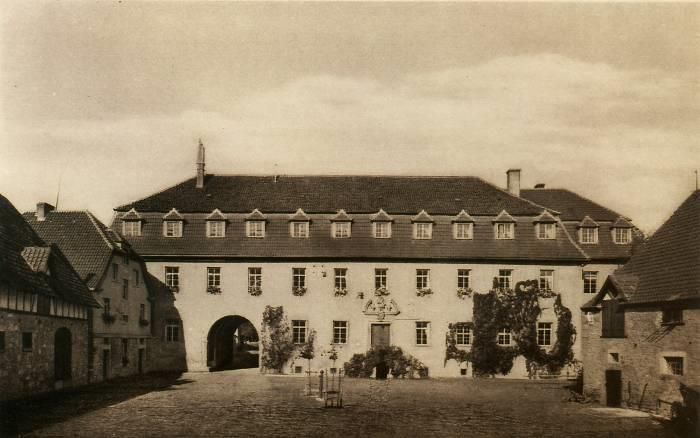
Reifensteiner Schule Beinrode 1930

Aus dem privaten Wirtschaftshof Beinrode entstand nach 1729 für das nur fünf Kilometer entfernte ehemalige Zisterzienserkloster Reifenstein ein an ein barockes Landschloss erinnerndes Mustergut. Der damalige Abt Martin Günther beauftragte hierfür den Dingelstädter Baumeister und Architekten Johann Christian Heinemann.
1920 erfolgte die Einrichtung einer Reifensteiner Schule zur Ausbildung von ländlichen Hausbeamtinnen im ehemaligen Vorwerk der Domäne Reifenstein. Als sich die sowjetische Besatzung ankündigte, blieben nur einige Lehrerinnen vor Ort und verhandelten mit der sowjetischen Militäradministration um einen Neubeginn. Der Neubeginn wurde nur unter der Bedingung gewährt, dass die Einrichtung verstaatlicht würde. Im Mai 1946 kaufte das Land Thüringen dem Verband das restliche Inventar von Reifenstein und Beinrode ab. Nun konnte der Unterricht noch einmal erneut aufgenommen und bis zur endgültigen Schließung 1949 betrieben werden.
Das Gut wurde zeitweise als Landschulheim genutzt und ist seit 2004 im Besitz der Provinzial Sächsischen Genossenschaft des Johanniterordens. Im Gebäudekomplex werden Schulungen durchgeführt und Ausbildungsplätze für benachteiligte Jugendliche bereitgestellt. Der Ort ist auch eine Adresse als Herberge für Pilger auf dem Pilgerweg Loccum–Volkenroda.

### Weitere Sehenswürdigkeiten

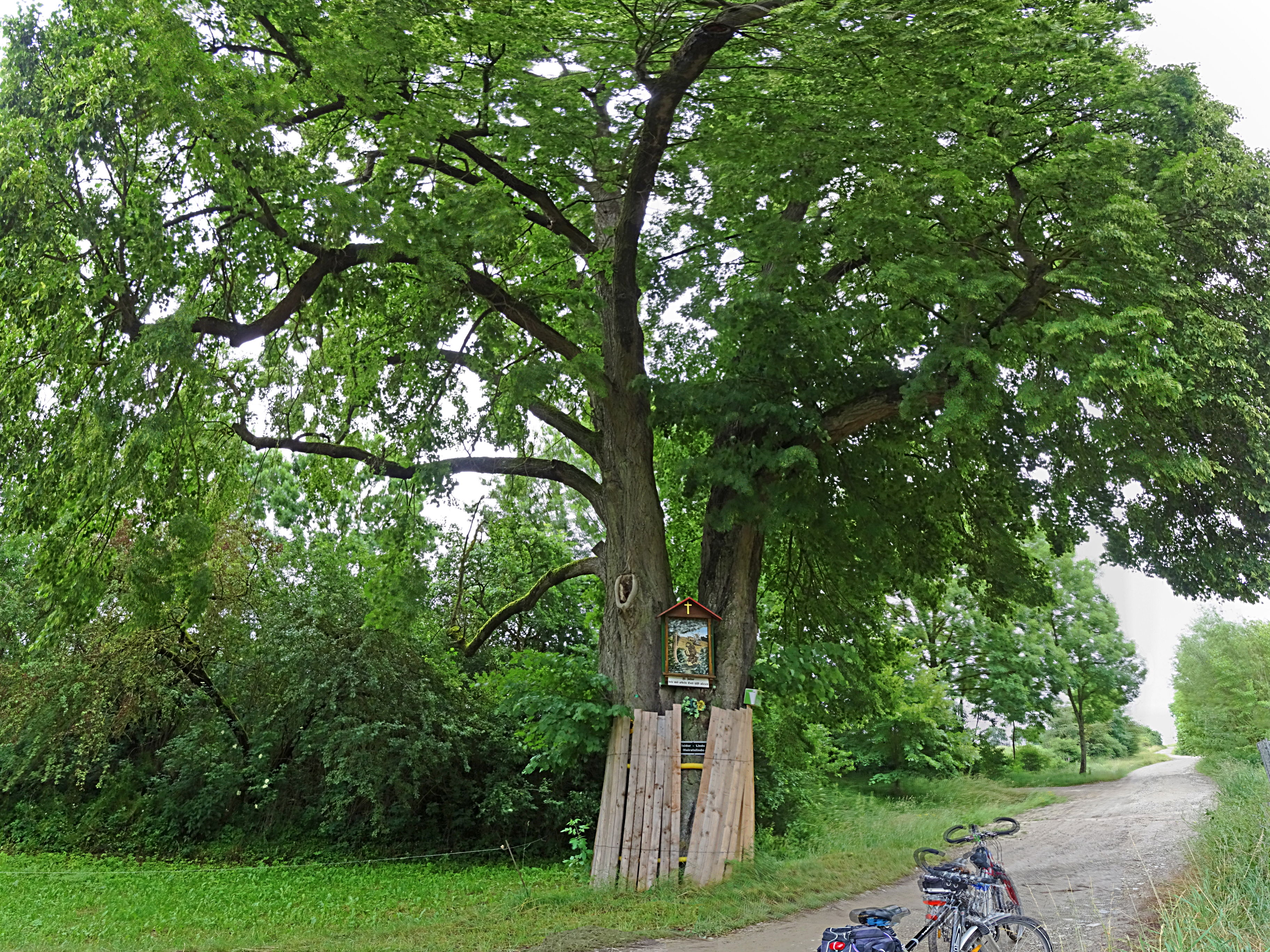
Die Isidorlinde

Zu den weiteren Sehenswürdigkeiten im Ort zählen das Spatzenfärber-Denkmal – eine humorvolle Anspielung auf das im Ort früher häufig anzutreffende Vogelhändler-Gewerbe. Der Brunnen wurde am
neugestalteten Anger als Blickfang errichtet. Sehenswert ist auch das restaurierte Spritzenhaus. Dort befindet sich zudem als Schaustück eine historische Handspritze der Freiwilligen Feuerwehr.
Als Naturdenkmal wird die Isidorlinde geschützt, sie steht östlich der Ortslage mitten in den Feldern.
In der näheren Umgebung von Kallmerode sind die Burg Scharfenstein, die ehemaligen Klöster Beuren und Kerbscher Berg, die Unstrutquelle bei Kefferhausen und der Bärenpark Worbis sehenswert.

## Verkehr
Durch Kallmerode führte bis 2022 die B 247 im Abschnitt Leinefelde–Dingelstädt. Im Dezember 2022 wurde nach mehrjährigem Kampf der Gemeinde und einer Bürgerinitiative die Ortsumfahrung der B 247 für den Verkehr freigegeben.
Kallmerode liegt am Unstrut-Hahle-Radweg.

## Sonstiges
Jedes Dorf im Eichsfeld hat einen Spitznamen, mit dem die Einwohner durch die Nachbardörfer geneckt wurden. Kallmerode hat gleich zwei davon. Der Name „Kuckuck“ wird damit begründet, dass in den Wäldern des Dün viele Kuckucke leben und ihren charakteristischen Ruf erschallen lassen. Die Ortsgaststätte hat seit vielen Jahren den Namen „Zum Kuckuck“.
Der Spitzname „Spatzenfärber“ stammt aus der Zeit um 1850. Damals lebten viele Dorfbewohner von der Vogelzucht. Die Züchtungen wurden von den Männern in ganz Deutschland und vielen Teilen Europas verkauft. Böse Zungen behaupten, dass auch gewöhnliche Spatzen durch Einfärben zu Kanarienvögeln „veredelt“ wurden. Vom Ort Zuffenhausen bei Stuttgart wird übrigens dieselbe Geschichte erzählt und die Einwohner werden ebenfalls „Spatzenfärber“ genannt.
Noch vor etwa 70 Jahren gab es 32 Vogelzüchter im Ort. Am Anger von Kallmerode wurde eine Bronzestatue aufgestellt, die den Spatzenfärber mit seinem Reff darstellt.

## Persönlichkeiten
- Emil Dietrich (1876–1933), Pädagoge und Politiker
- Desiderius Breitenstein (1889–1950), römisch-katholischer Theologe